# Morino
Morino é uma comuna italiana da região dos Abruzos, província de Áquila, com cerca de 1 545 habitantes. Estende-se por uma área de 52 km², tendo uma densidade populacional de 29,4 hab/km². Faz fronteira com Alatri (FR), Civita d'Antino, Civitella Roveto, Filettino (FR), Guarcino (FR), San Vincenzo Valle Roveto, Veroli (FR), Vico nel Lazio (FR).

## Demografia
| Variação demográfica do município entre 1861 e 2011                               |
|                                                                                   |
| Fonte: Istituto Nazionale di Statistica (ISTAT) - Elaboração gráfica da Wikipedia |